# Kamienica przy ulicy Krakowskiej 12 w Tarnowskich Górach
Kamienica przy ul. Krakowskiej 12 w Tarnowskich Górach – zabytkowa kamienica znajdująca się u zbiegu ulic Krakowskiej i Tylnej na terenie śródmieścia miasta Tarnowskie Góry. Wzniesiona w XVIII wieku; obecną formę uzyskała w 1911 roku. W 1994 roku została wpisana do rejestru zabytków nieruchomych województwa śląskiego.

## Historia

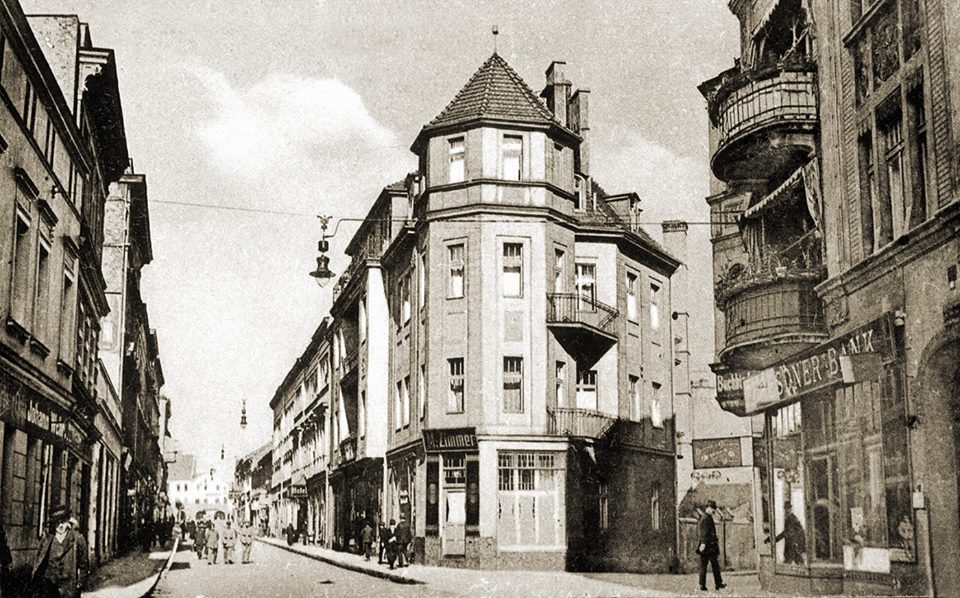
Kamienica przy ul. Krakowskiej 12 w 1928 roku

Zabudowa w narożniku ulic Krakowskiej i Tylnej (wówczas Krakauerstraße i Hinterstraße) istniała już na pewno w XVIII wieku. W 1765 jej wartość wynosiła 313 talarów i nie zmieniła się aż do połowy XIX wieku. W 1865 roku właścicielem posesji był kupiec i członek stowarzyszenia Chewra Kadisza, Adolf Schlesinger. Na jego zlecenie lokalny mistrz murarski Mrowietz wybudował nowe budynki gospodarcze od strony ulicy Tylnej. W 1894 roku budynki należały do Moritza Krebsa, również członka tarnogórskiej gminy żydowskiej, który w latach 1894–1898, 1900 oraz 1902–1906 zlecał kolejne niewielkie przebudowy obiektu. Prace przeprowadzili odpowiednio: Johannes Kindler ojciec, Emanuel Dziuba oraz Johannes Kindler syn. Budynek miał wówczas postać niewielkiej jednopiętrowej kamienicy z dwuspadowym dachem i o nieregularnym układzie okien, sięgającej ok. 3 m dalej na wschód niż obecna kamienica przy ulicy Krakowskiej 12.
W 1908 lub 1909 roku kamienica stała się własnością mistrza piekarskiego, Heinricha Siednera, dla którego budowniczy Karl Korbsch wykonał drobne przebudowy okien i dachu oraz przebudowę budynków gospodarczych, które zaadaptowano na piekarnię. Już pod koniec 1910 roku murarz Walter Wichura pracujący w Bytomiu i Tarnowskich Górach przedstawił Siednerowi projekt całkowitej przebudowy kamienicy zakładający m.in. wyburzenie wschodniej części budynku, co pozwoliłoby na poszerzenie wylotu ulicy Tylnej. Projekt został zrealizowany w 1911 roku z wykorzystaniem niektórych elementów starego obiektu (części murów parteru, piętra oraz całości piwnic).
W 1929 roku właścicielem kamienicy był Franciszek Rędzioch, z którego inicjatywy przeprowadzono kolejne drobne przebudowy według projektu architekta Jastrzębskiego.
29 sierpnia 1994 roku kamienica została wpisana do rejestru zabytków .

## Architektura

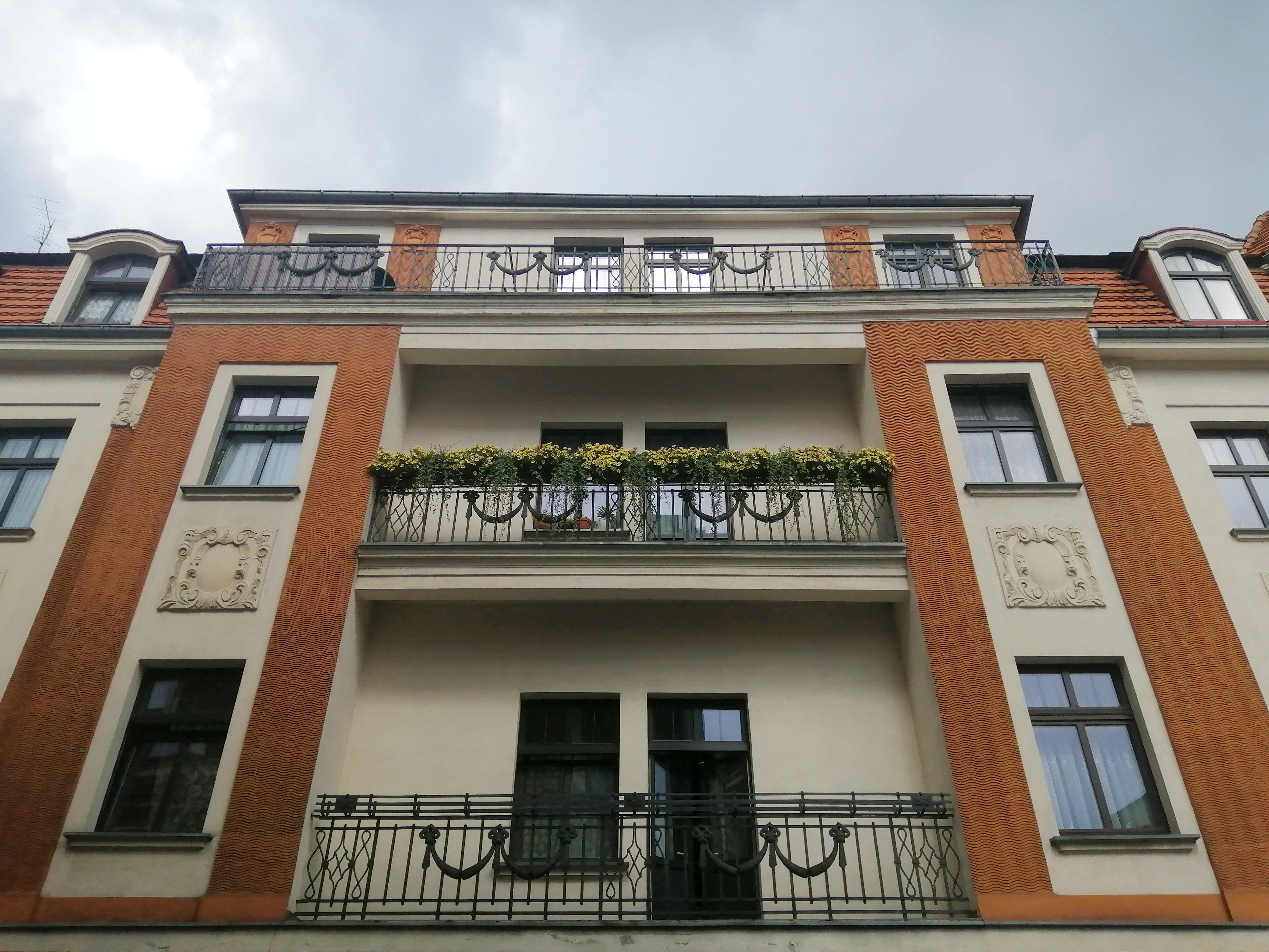
Wykusz kamienicy od strony ul. Krakowskiej (2021)

Kamienica przy ulicy Krakowskiej 12 w Tarnowskich Górach jest budynkiem murowanym z cegły, narożnym, wzniesionym na planie nieregularnego pięcioboku, z przylegającą od tyłu (od strony ulicy Tylnej) oficyną. Budynek ma trzy kondygnacje, poddasze użytkowe oraz jest podpiwniczony. Układ wnętrz jest dwutraktowy. Kamienica częściowo kryta jest mansardowym dachem, kryjącym kondygnację poddasza, a nad wykuszem w formie szczytu. Budynek wzniesiony jest w stylu historyzującym, łączy cechy eklektyczne i modernistyczne (tzw. Heimatschutzarchitektur).
Fasada, skierowana na ulicę Krakowską, z wyraźnie wyodrębnionym cokołem, jest dziewięcioosiowa, z osiami podkreślonymi lizenami w tynku, z których skrajne zwieńczone są kartuszami herbowymi w kapitelach. Część fasady obejmująca cztery wewnętrzne osie jest nieco wysunięta przed lico budynku, tworząc wykusz zwieńczony balkonem z metalową balustradą; na drugiej oraz trzeciej kondygnacji wykuszu również znajdują się podobne balkony. Pod oknami trzeciej kondygnacji obecne są płyciny w formie kartuszy. Na osi trzeciej i czwartej znajduje się główne wejście do kamienicy z ujętym w pilastry portalem, dźwigającym belkowanie i zwieńczonym płaskorzeźbą przedstawiającą statek, co jest nawiązaniem do średniowiecznej Hanzy. Drzwi wejściowe są współczesne, drewniane, dwuskrzydłowe, z nadświetlem.
W narożniku budynku znajduje się czterokondygnacyjna, sześcioboczna pseudowieżyczka kryta sześciospadowym dachem. Jej ostatnia kondygnacja wydzielona jest gzymsem. Elewacja od strony ulicy Tylnej jest dwuosiowa z osiami wydzielonymi lizenami w tynku. Elewacja tylna, wychodząca na podwórze gospodarcze, jest sześcioosiowa, pozbawiona detali i zdobień, z niewielkimi balkonami na drugiej i trzeciej kondygnacji. Tylne drzwi są drewniane, dwuskrzydłowe, płycinowe, z nadświetlem. 
Wnętrza kamienicy zachowane są w oryginalnym układzie. Główna klatka schodowa jest dwubiegowa, o konstrukcji stalowej, z drewnianymi stopnicami i metalową balustradą. Do piwnicy prowadzą jednobiegowe schody o konstrukcji betonowej. Piwnica nakryta jest ceglanym stropem odcinkowym, a wyższe kondygnacje drewnianymi stropami. 
Od tyłu do kamienicy przylega jednotraktowa oficyna, wzniesiona na rzucie zbliżonym do prostokąta.

## Galeria

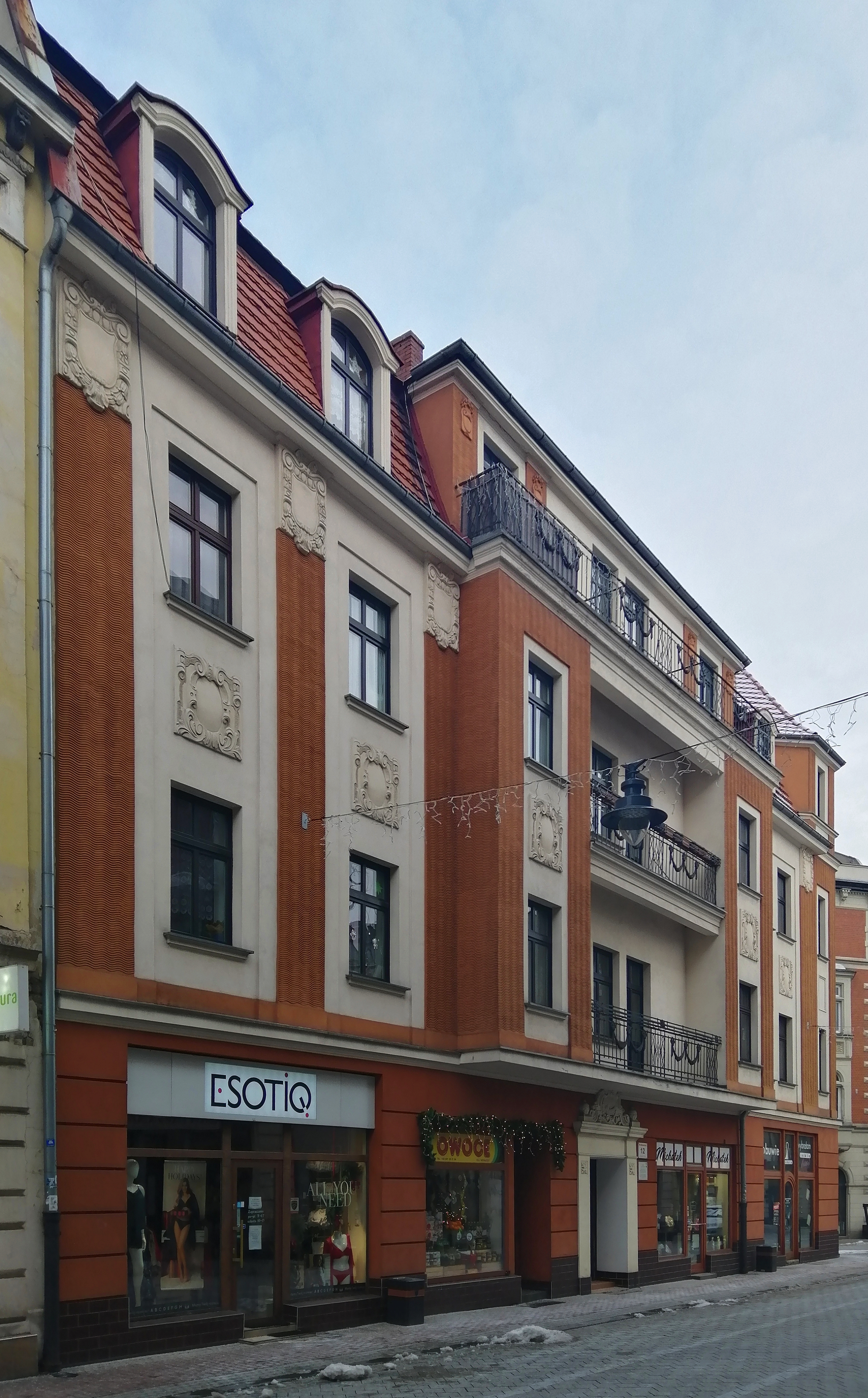
Elewacja frontowa kamienicy od strony ul. Krakowskiej (2021)
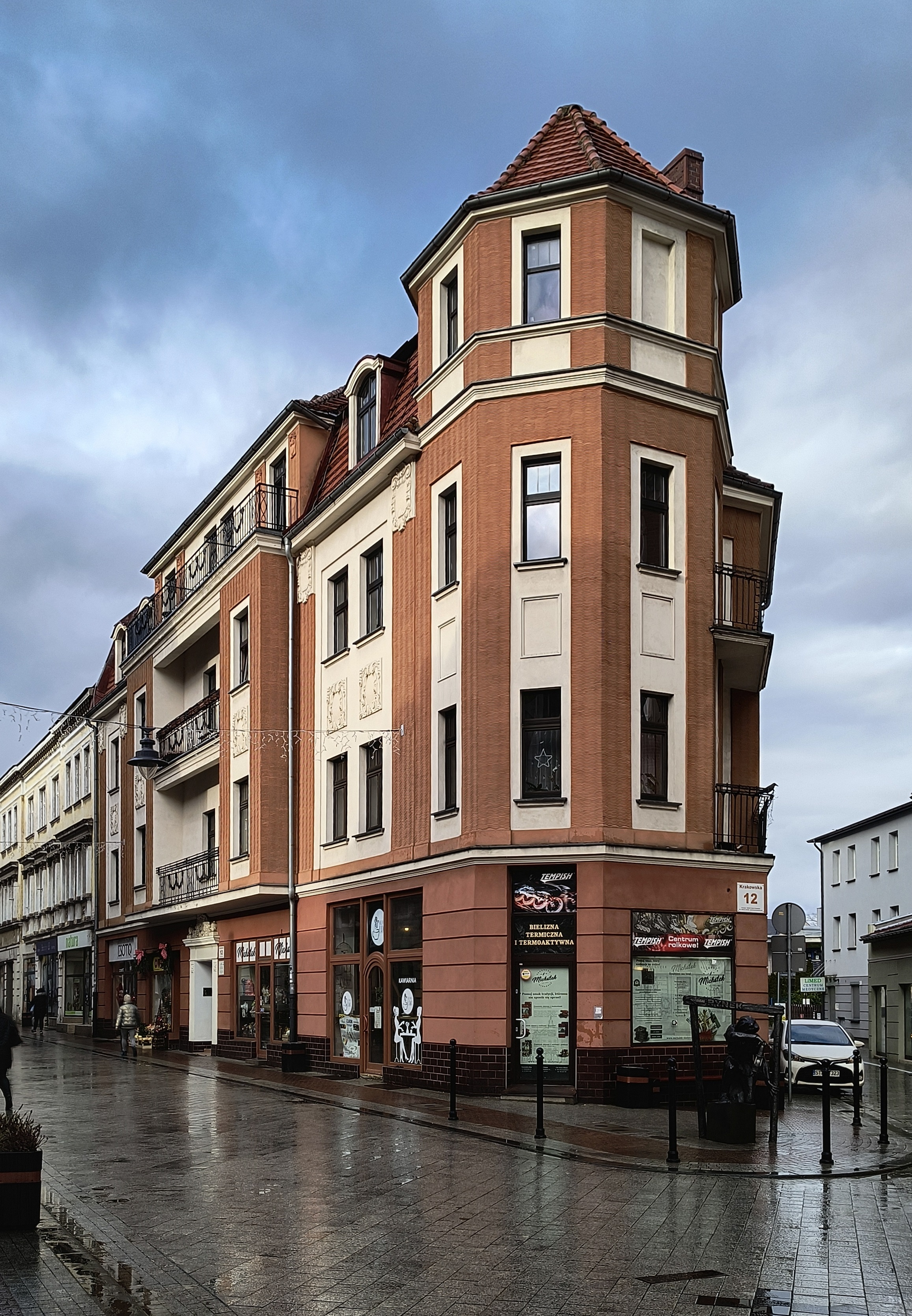
Narożnik kamienicy z pseudowieżyczką (2023)
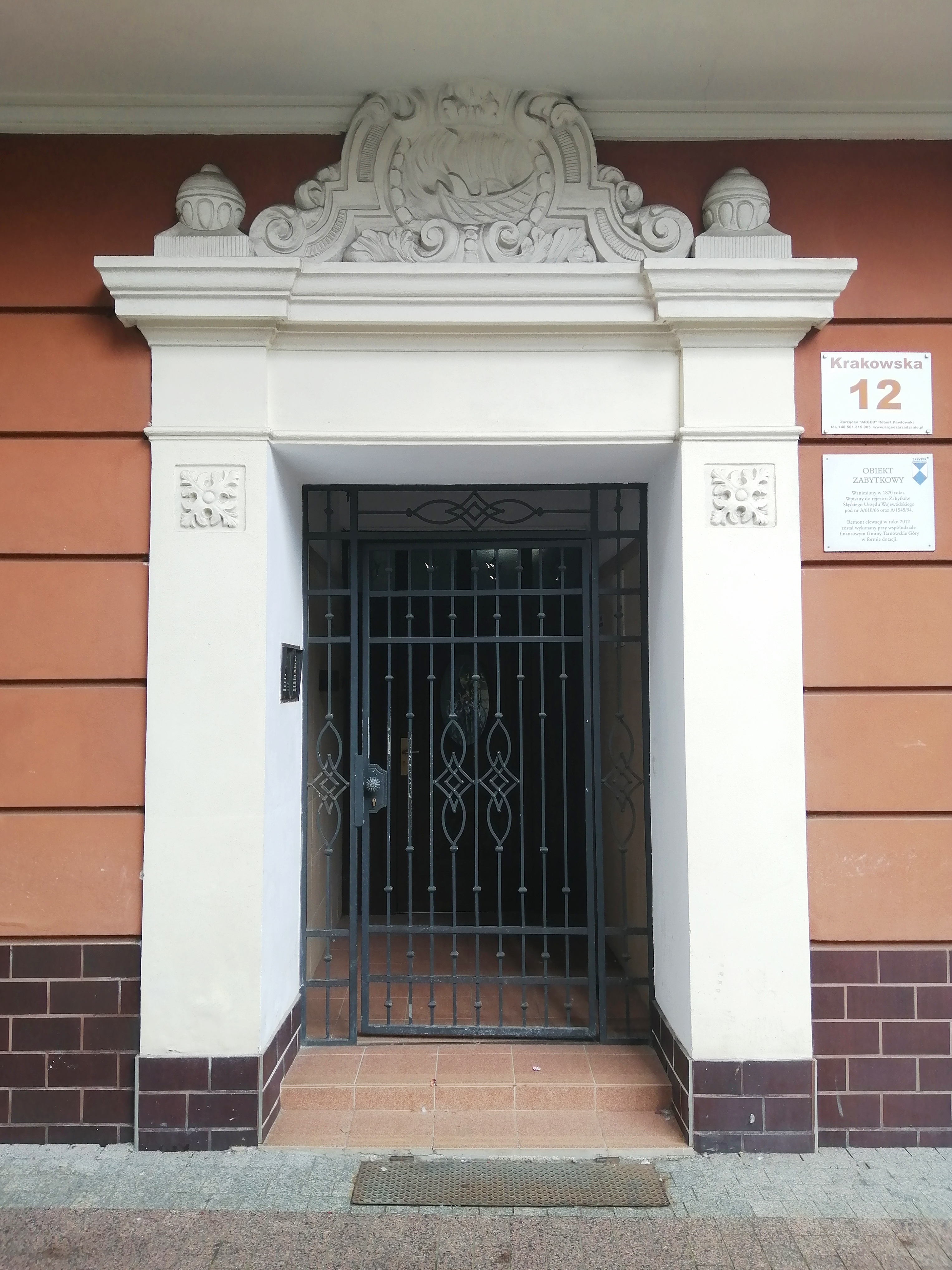
Portal z wejściem do budynku (2021)
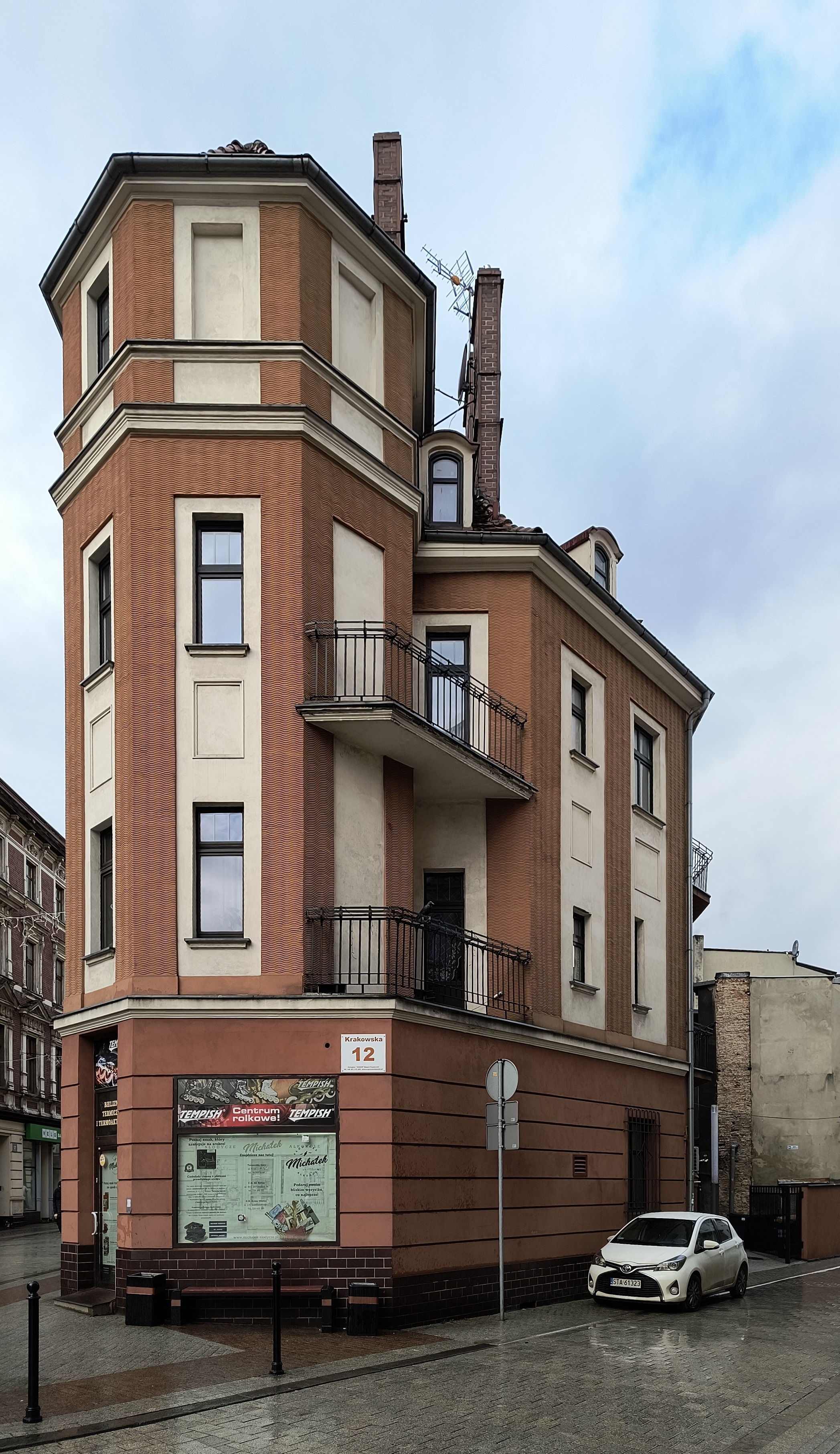
Fragment elewacji od strony ul. Tylnej (2023)
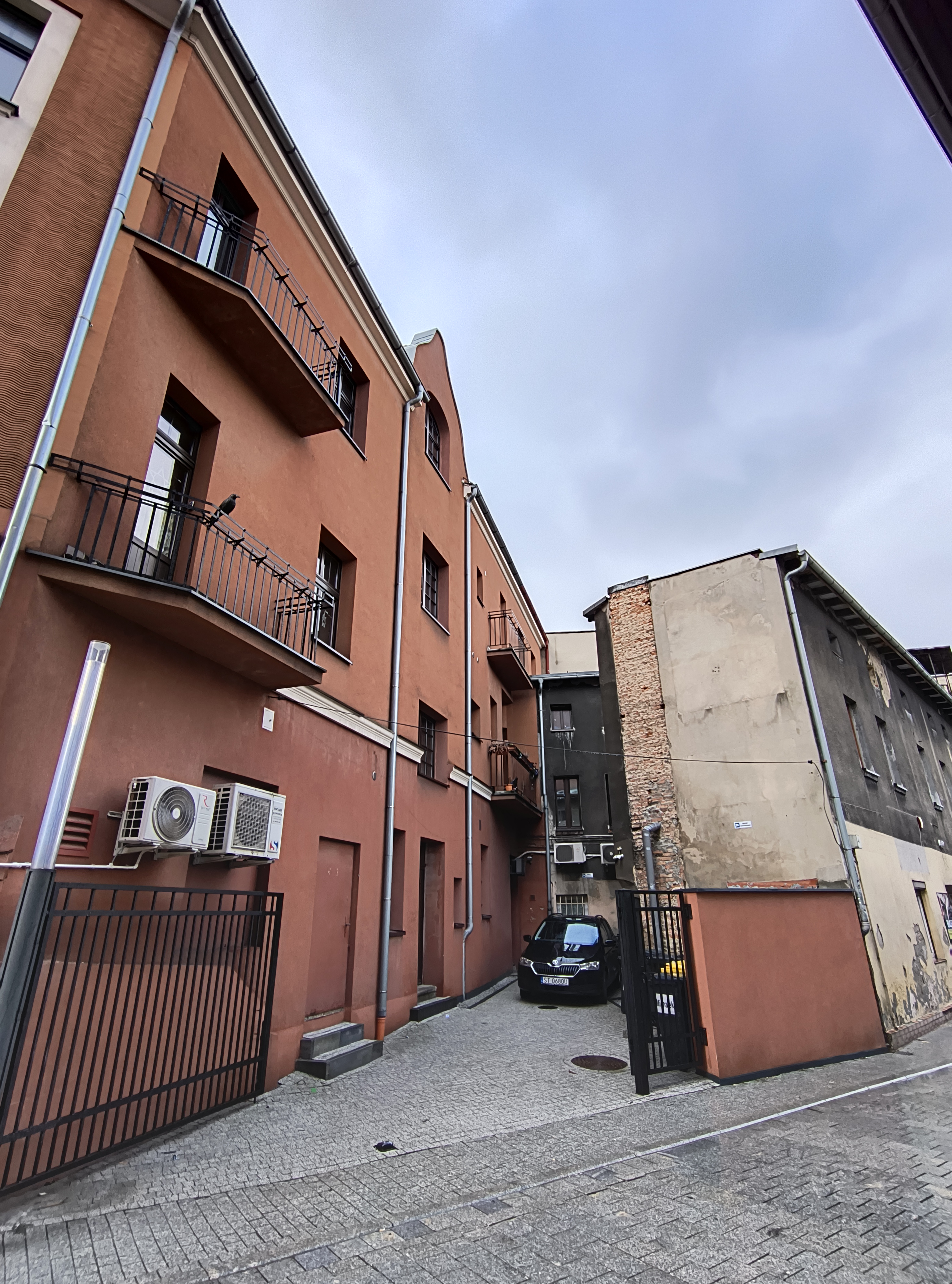
Elewacja i oficyna od strony ul. Tylnej (2023)